# Argiolestes griseus
Argiolestes griseus är en trollsländeart. Argiolestes griseus ingår i släktet Argiolestes och familjen Megapodagrionidae.

## Underarter
Arten delas in i följande underarter:
- A. g. albescens
- A. g. eboracus
- A. g. griseus
- A. g. intermedius
- A. g. subgriseus
- A. g. tenuis